# پای خرس (گیاه)
پای خرس (نام علمی: Acanthus dioscoridis) نام یکی از گونه‌های سردهٔ پای خرس است. 